# 苦木
苦木（学名：Picrasma quassioides）又叫做黄楝，是苦木科植物。因树叶和枝条的味道很苦，所以就被叫做苦木。
落叶乔木；奇数羽状复叶，小叶椭圆状卵形，有锯齿；初夏开黄绿色小花，圆锥花序；果实为2～4个分离的红色小核果。
中国各地、朝鲜、日本、印度都有这种树木生长。木材可以制作家具，树皮可做染料，枝叶煎汁可除农业害虫。

## 外部連結
- 苦樹 Kushu （页面存档备份，存于） 藥用植物圖像資料庫 (香港浸會大學中醫藥學院) （繁體中文）（英文）